# 野口雅弘 (政治学者)
野口 雅弘（のぐち まさひろ、1969年8月29日 - ）は、日本の政治学者。専攻は政治理論、政治思想、マックス・ヴェーバー研究。成蹊大学法学部教授。

## 来歴
東京都生まれ。早稲田大学政治経済学部卒業、早稲田大学大学院政治学研究科博士課程単位取得退学、ボン大学哲学部で博士号取得。
早稲田大学政治経済学部助教、岐阜大学教育学部准教授、立命館大学法学部准教授・教授を経て、2017年4月より成蹊大学法学部教授。

## 著作
- 『闘争と文化－マックス・ウェーバーの文化社会学と政治理論』みすず書房、2006年
- 『官僚制批判の論理と心理－デモクラシーの友と敵』中央公論新社、2011年
- 『比較のエートス－冷戦の終焉以後のマックス・ウェーバー』法政大学出版局、2011年
- 『忖度と官僚制の政治学』青土社、2018年
- 『マックス・ウェーバー 近代と格闘した思想家』中公新書、2020年
- 『中立とは何か－マックス・ウェーバー「価値自由」から考える現代日本』朝日選書、2024年

### 共編
- 山本圭・高山裕二と『よくわかる政治思想』ミネルヴァ書房、2021年

### 翻訳
- クラウス・オッフェ『アメリカの省察―トクヴィル・ウェーバー・アドルノ』法政大学出版局「サピエンティア」、2009年
- ヴォルフガング・シュヴェントカー『マックス・ウェーバーの日本　受容史の研究 1905-1995』みすず書房、2013年。鈴木直、細井保、木村裕之と共訳
- マックス・ウェーバー『仕事としての学問　仕事としての政治』 講談社学術文庫、2018年
- 『フランクフルト学派のナチ・ドイツ秘密レポート』 みすず書房、2019年（ラファエレ・ラウダーニ編）
フランツ・ノイマン、ヘルベルト・マルクーゼ、オットー・キルヒハイマーによる機密報告書
- ウェーバー『支配について』 岩波文庫（全2冊）、2023年-2024年